# Azeta versicolor
Azeta versicolor là một loài bướm đêm trong họ Erebidae.